# Park Soo-ah
Park Soo-ah (nacida Park Soo-young, hangul: 박수영; Haeundae-gu, Busan; 31 de julio de 1992), conocida anteriormente como Lizzy, es una actriz, cantante, modelo y bailarina surcoreana, exintegrante de los grupos surcoreanos After School (y la subunidad After School Blue) y Orange Caramel. Lizzy debutó con After School en marzo de 2010, pero fue incluida en la tercera generación del grupo, es decir Raina y Nana, quienes habían debutado en noviembre de 2009.
En 2015, se graduó de After School tras la expiración de su contrato. En julio de 2018, se anunció que había cambiado el nombre de su promoción a Park Soo-ah.

## Biografía
Lizzy asiste a la Kyung Hee University junto a su compañera de grupo, E-Young, las dos especializándose en el departamento de música posmoderna.

## Carrera
Lizzy fue una de las bailarinas de fondo de Son Dam Bi en 2009.
Realizó su debut oficial como un miembro de After School cuando lanzaron su tercer sencillo Bang!, el 25 de marzo de 2010.
Antes de su debut, participó en To My Boyfriend de Fin.K.L, con el grupo durando en unos de sus shows a principios de 2010. Por un tiempo ella se convirtió en la más joven del grupo, consiguiendo el nuevo título de Maknae. que se llevó a cabo por su compañera de grupo Nana, quien es 1 año más grande que Lizzy. Ella perdió su título como maknae, cuando E-Young ingresó al grupo, la cual es solo unos meses más joven que ella.
En junio de 2010, ella y sus compañeras de grupo (Raina y Nana) formaron la primera subunidad de After School, conocida como Orange Caramel y lanzaron su primer miniálbum titulado Magic Girl. El miniálbum fue un éxito en Corea del Sur y en varios shows de variedades con celebridades realizaron parodias en ntelevisión.
En septiembre de 2010, ella se convirtió en un miembro del cast de Running Man. Hizo una aparición en All My Love de MBC en 2011.
El 5 de enero de 2012, Lizzy fue confirmada como nuevo miembro del cast de We Got Married junto a Sunhwa de Secret, Hyorin de Sistar y Seungyeon de Kara. Ella fue emparejada en el show con Lee Joon de MBLAQ.
En diciembre de 2018 se anunció que se había unido a la nueva temporada de la serie Rude Miss Young-Ae.

## Discografía
- Beautiful Girl (2011)
- Clara's Dream (2012)

## Filmografía
- All My Love (2011)
- Rascal Sons (2012)

### Series de televisión
- Devilish Charm (2018) como Kang Song-hwa.
- Rude Miss Young-Ae (2019)
- Flower Crew: Joseon Marriage Agency (2019) como Lee Eun-young (aparición especial, ep. #1)
- Oh, mi bebé (2020) como Choi Hyo-joo, reportera.[2]

### Shows de variedades
- Invincible Youth (2010) Episodio 43 - invitada
- Running Man (2010-2011)
- Day Day Up (2914) - invitada junto a Orange Caramel: Nana y Raina[3]
- Hello Counselor: (2011, 2012, 2014, 2015) - invitada, (Ep. 27, 58, 164, 210)
- King of Mask Singer:
  (2016) - participó como "Get Married Gapsoon", ep. 45[4]
  (2015) - jueza invitada, ep. 9-10